# Bitka na Maratonskem polju
Bitka na Maratonskem polju (tudi bitka pri Maratonu) je bitka, ki je potekala na Maratonskem polju (Atika) med Grki (Atenci in Platajci) na eni strani ter Perzijci na drugi strani leta 490 pr. n. št. v času grško-perzijskih vojn. Grška koalicija je premagala perzijsko vojsko in s tem zavrnila prvi večji poskus Dareja I., da zavzame Grčijo.

## Predhodno dogajanje
Leta 510 pr. n. št. so Atenci, s pomočjo špartanskega kralja Kleomena I., izgnali atenskega tirana Hipija; ta je pobegnil na dvor Dareja I., kjer je iskal pomoč in zatočišče. Ta se je le odločil, da bo izrabil njegova poznanstva in notranja nasprotja med samimi Grki pri osvajanju in zavzetju Grčije.
Po neuspelem jonskem uporu (500-494 pr. n. št.) se je Darej I. odločil kaznovati Grke v Grčiji za njihovo pomoč pri uporu maloazijskih Grkov. Leta 492 pr. n. št. je poslal lastno vojsko pod poveljstvom svojega svaka Mardonija. Ta vojska je zajela Trakijo in prisilila Aleksandra I. Makedonskega, da je ponovno odšel na vojni pohod proti Perziji. Po nevihti v bližini Atosa, ki je uničila večino njegovega ladjevja, je bil Mardonij prisiljen končati pohod in se vrniti v Malo Azijo.
Darej I. je izvedel od Hipija, da vplivna atenska rodbina Alkamajodinov nasprotuje Miltiadu in je pripravljena pomagati Hipiju, da se vrne kot vladar; prav tako so bili pripravljeni, da izpolnijo vse perzijske zahteve in se tako izognejo kazni za sodelovanje v jonskem uporu. Darej je hotel izkoristiti nastalo situacijo in tako osamiti Šparto ter s tem porazil dve najmočnejši sili v Grčiji. Da bi upor uspel, bi se mu moralo pridružiti tudi širše prebivalstvo in atenska vojska bi morala biti zunaj Aten. 
Da bi dosegel pomoč ljudstva je sklenil, da bo zavzel Eretrijo, katere padec bo prestrašil Atence. Umik atenske vojske je dosegel z vojsko, ki sta jo vodila Artafernij, sin sardskega satrapa in Datij, medijski poveljnik, ki je vodil ladjevje. Vojska je odplula v začetku septembra 490 pr. n. št. proti Maratonskemu zalivu, kjer naj bi se izkrcala in tako predstavljala grožnjo Atenam. Perzijska vojska je štela okoli 25.000 pešakov in 1.000 konjenikov.
Perzijsko ladjevje je odplulo iz Samosa proti Naksosu in pristalo na južni obali Evboje. Od tam so odpluli proti Eretriji. Eretrija je Atenam poslala prošnjo za pomoč, ta je sprejela prošnjo, a so potrebovali še več vojščakov. Zato so Atene poslale kurirje v Šparto in Platajo. Kurir je v Šparto prišel 9. septembra, ki je tudi pritrdilno odgovorila, a se je odzvala, da bo lahko odposlala svojo vojsko šele po koncu praznovanja polne lune (noč med 19. in 20. septembrom).
Artaferij je odposlal del vojske in začel oblegati Eretrijo. Preostala vojska pod poveljstvom Datija, je odplula in pristala v Maratonskem zalivu.

## Uvod v bitko
Atensko vojsko, med 9.000 in 10.000 vojščakov, je vodil polemarh Kalimah, ki je poveljeval 10 strategom (eklesia). Pred bitko je med strategi prišlo do razkola, kako naj poteka bitka. Miltiad, ki je veljal za največjega poznavalca perzijske vojske in štirje drugi strategi so bili za to, da se vojski spopadeta izven mesta, saj je bila perzijska vojska znana po svojih uspehih z obleganji; ostalih pet pa se je želelo umakniti za obzidje in tako pričakati napadalca. Kalimah je nato dal odločilen glas za bitko izven mesta in tako se je atenska vojska premaknila na Maratonsko polje, kjer se jim je pridružilo še 1000 Platajcev.
Tam sta si osem dni vojski stali nasproti brez sovražnosti. Deveti dan je prišla vest, da je Eretrija padla in da je tako Artafernij prost, da napade Atene. Grki so morali napasti.
Grki so tvorili osnovni bojni razpored centra in dveh kril. Ker je Kalimah pričakoval, da bodo Perzijci napadli njegovi krili, jih je okrepil na račun centra. Levo krilo so predstavljali Platajci, center hopliti; glavnina grških sil je bila zbrana na desnem krilu pod poveljstvom Miltiada. Grki niso imeli pomembnejšega števila konjenikov, tako da niso imeli samostojne konjeniške enote. Ker so se Grki zavedali moči perzijskih lokostrelcev, so spremenili sestavo falange v centru; iz izvirnih osem vrst so tvorili le štiri podaljšane vrste, ki so bile bolj razredčene, da bi lokostrelci povzročili čim manj izgub. Krili sta ohranili izvirno, osemvrstno falango.
Ker so Perzijci pripluli, so izgubili poglavitno moč njihovega vojskovanja - konjenico. Preko morja so lahko prepeljali le 1000 konj; perzijska konjenica je predstavljala levo in desno krilo perzijskega bojnega razporeda, medtem ko so glavnino sestavljali lokostrelci. Glavnina je bila razdeljena na tri samostojne enote.

## Potek bitke
Grki so istočasno napredovali s centrom in obema vojaškima kriloma. Ko so se na okoli 100-150 korakov približali perzijski liniji (doseg delovanja perzijskih lokostrelcev), so razpustili strogi razpored falange in začeli urejeno teči proti Perzijcem, da bi čim prej zapustili nevarno čistino.
Perzijci so jih začeli obstreljevati in hkrati odposlali vso konjenico iz kril, da je zaustavila grški center; s tem je zavarovala prednji del, a hkrati izpostavila oba boka centra. Grški center se je moral ustaviti zaradi pritiska Perzijcev, toda obe grški krili sta prodrli globoko in tako istočasno napadli nezavarovana boka perzijske glavnine; hkrati je grški center povečal pritisk na Perzijce, ki so zdaj izgubili predhodni razpored in postali le velika gmota. Ker so bili Grki bolje oboroženi (kopja so imeli daljša), bili v naletu, imeli boljšo taktiko (dvojna obkolitev), so se začeli Perzijci umikati, dokler ni popustila vsa disciplina] in se je pričel beg proti ladjam. 
Grki niso takoj sledili Perzijcem, saj so se zavedali svoje šibkosti, če nimajo organizirane falange. Po reorganizaciji so napredovali proti obali in premagali perzijsko zaščitnico. Uspeli so zajeti le sedem ladij, medtem ko so ostale odplule.
Herodot piše, da so Grki imeli 192 mrtvih, medtem ko naj bi Perzijci v bitki in med umikom izgubili (veliko jih je utonilo) okoli 6400 ljudi. Eden od padlih je bil tudi Kalimah, katerega položaj je na novo zasedel Miltiad.

## Po bitki
Takoj po bitki so Grki opravili potrebne pokopne obrede in se odpravili, da bi zaustavili Artaferija, ki je s svojim delom vojske prodiral proti Atenam. Grki so preprečili, da bi se Artaferij izkrcal, ki je tako moral odpluti nazaj v Malo Azijo. Po bitki so prišli Špartanci na ogled bojišča in se strinjali, da so Atenci in Platajci dosegli veliko zmago.
Po legendi naj bi istočasno v Atene poslali kurirja Fedipija z novico o zmagi; ta je pretekel vseh 40 km od Maratonskega polja do Aten, na cilju izustil »Zmagali smo« (starogrško Νενικήκαμεν) in na kraju umrl zaradi izčrpanosti. Njegov trud so ovekovečili na prvih olimpijskih igrah moderne dobe v Atenah z novo športno disciplino maratonom.

## Zaključek
Prva kopenska zmaga Grkov nad Perzijci je bil hkrati tudi prvi perzijski poraz po dolgih desetletjih nepremagljivosti. Ker so mnoga podjarmljena ljudstva videla, da Perzijci niso nepremagljivi, so začela lastne boje za neodvisnost. To je prisililo Perzijce, da so za nekaj let prenehali osvajati nove dežele, ampak so se osredotočili na zatrtje notranjepolitičnih težav. 
Ta bitka ni bila odločilna v grško-perzijskih vojnah, je pa bila ena najpomembnejših, saj je pokazala, da lahko maloštevilni, a skupaj delujoči Grki, premagajo tudi številčne tuje sovražnike.

## Razlogi za grško zmago
Motiviranost
Perzijsko vojsko so sestavljali predvsem najemniški vojaki, ki so se borili za tujega gospodarja ter na tujih tleh in tako niso bili pretirano motivirani. Na drugi strani je bila grška vojska sestavljena iz domačih vojakov, ki so se branili, da bi ubranili svojo domovino.
Orožje
Grški hopliti so imeli pred lahko oboroženo perzijsko vojsko veliko prednost, saj so s svojimi dolgimi kopji zlahka odbijali napade. Imeli so tudi dobre oklepe in so bili varni pred lahkim strelnim orožjem Perzijcev.
Taktika
Bitka je prikaz vrhunske taktike grških poveljnikov, ki so izkoristili vse prednosti, ki so jim bile dane in neprilagodljivosti perzijskega načina bojevanja, ki je bil v preteklosti zelo uspešen.
Pomen Grčije
Grčija je bila v očeh Perzijcev le obmejna provinca in je kot take niso jemali za resno grožnjo. Po porazu so zahod pustili pri miru in nadaljevali z osvajanjem drugih predelov, zato se niso odločili za vrnitev udarca, ki bi bil za Grke najverjetneje usoden.